# Banjarmasin
Banjarmasin (còn được gọi là Bandjermasin hay Bandjarmasin, Jawi: بنجر ماسين‎, tiếng Trung: 馬辰; bính âm: Mǎ chén) là một thành phố cảng của Indonesia, ở khu vực đông nam đảo Borneo, thủ phủ của tỉnh Nam Kalimantan, tại nơi hợp lưu của sông Martapura vào sông Barito, gần biển Java. Cảng ở đây phục vụ tàu lớn, là điểm vận tải các sản phẩm cho khu vực lân cận như: hồ tiêu, cao su, than đá, sắt. Nhiều công trình ở đây được xây trên cọc trên sông hoặc nhà nổi trên sông.